# Pontella mediterranea
Pontella mediterranea är en kräftdjursart som först beskrevs av Claus 1863.  Pontella mediterranea ingår i släktet Pontella och familjen Pontellidae. Inga underarter finns listade i Catalogue of Life.